# Powers Lake (Dacota do Norte)
Powers Lake é uma cidade localizada no estado norte-americano de Dacota do Norte, no Condado de Burke.

## Demografia
Segundo o censo norte-americano de 2000, a sua população era de 309 habitantes.
Em 2006, foi estimada uma população de 261, um decréscimo de 48 (-15.5%).

## Geografia
De acordo com o United States Census Bureau tem uma área de
3,2 km², dos quais 2,6 km² cobertos por terra e 0,6 km² cobertos por água. Powers Lake localiza-se a aproximadamente 672 m acima do nível do mar.

## Localidades na vizinhança
O diagrama seguinte representa as localidades num raio de 36 km ao redor de Powers Lake.